# 衛敬公
衞敬公（？—前432年），即姬弗，為春秋諸侯國衞國君主之一，他為衞悼公兒子，承襲衞悼公擔任該國君主，在位33年。《史记》作19年。
| 前任： 衞悼公 | 春秋衞國君主 前465年—前432年 | 繼任： 衞昭公 |